# Platyrrhinus lineatus
Platyrrhinus lineatus — вид родини листконосові (Phyllostomidae), ссавець ряду лиликоподібні (Vespertilioniformes, seu Chiroptera).

## Середовище проживання
Проживає у південній та східній Бразилії, Парагваї, Уругваї, Північній Аргентині, Болівії, Перу, Еквадорі, Колумбії, Французькій Гвіані і Суринамі.

## Звички
Плодоїдний, але може їсти комах і нектар. 

## Загрози та охорона
Загрози не відомі. Населення Уругваю знаходиться в CITES Додаток III. 